# فوفليات
الفوفليات (الاسم العلمي: Arecales) هي رتبة نباتية تتبع طائفة أحاديات الفلقة من صف كاسيات البذور.

## فصائل
تضم هذه الرتبة فصيلة وحيدة هي:
- فوفلية أو كما كانت تدعى سابقاً النخيلية